# René Rabault
Pour les articles homonymes, voir Rabault.
René Rabault est un homme de théâtre, décorateur et écrivain français né à Angers en 1910 et mort dans cette même ville en 1993.

## Biographie
Il travaille d’abord dans l’atelier de décoration de son père. Enflammé par le théâtre, il fonde en 1939 la compagnie de théâtre chrétien le Masque au genêt. Sa mise en scène du Chemin de Croix de Claudel lui vaut les félicitations de l’auteur lui-même, en 1947 : « Vous avez pénétré dans ma pensée et votre jeu exprime plus loin que je n’ai écrit… ».
Le festival d'Angers débute avec René Rabault en 1950-1951, à la demande du préfet Jean Morin, avant de devenir officiellement le célèbre festival d'Anjou en 1952.
En 1957, René Rabault crée un cours d’art dramatique à l’École de musique (futur Conservatoire de région).
En 1966, René Rabault participe au film La Prise du pouvoir par Louis XIV de Roberto Rossellini. Il y joue le rôle de Monsieur de Grammont. Les scènes sont tournées dans les châteaux de Brissac, Maisons-Laffitte et Vincennes.
L’homme de théâtre s’efface vers 1970 devant l’écrivain et le conteur, amoureux passionné de l’Anjou.